# Stas Mihailov

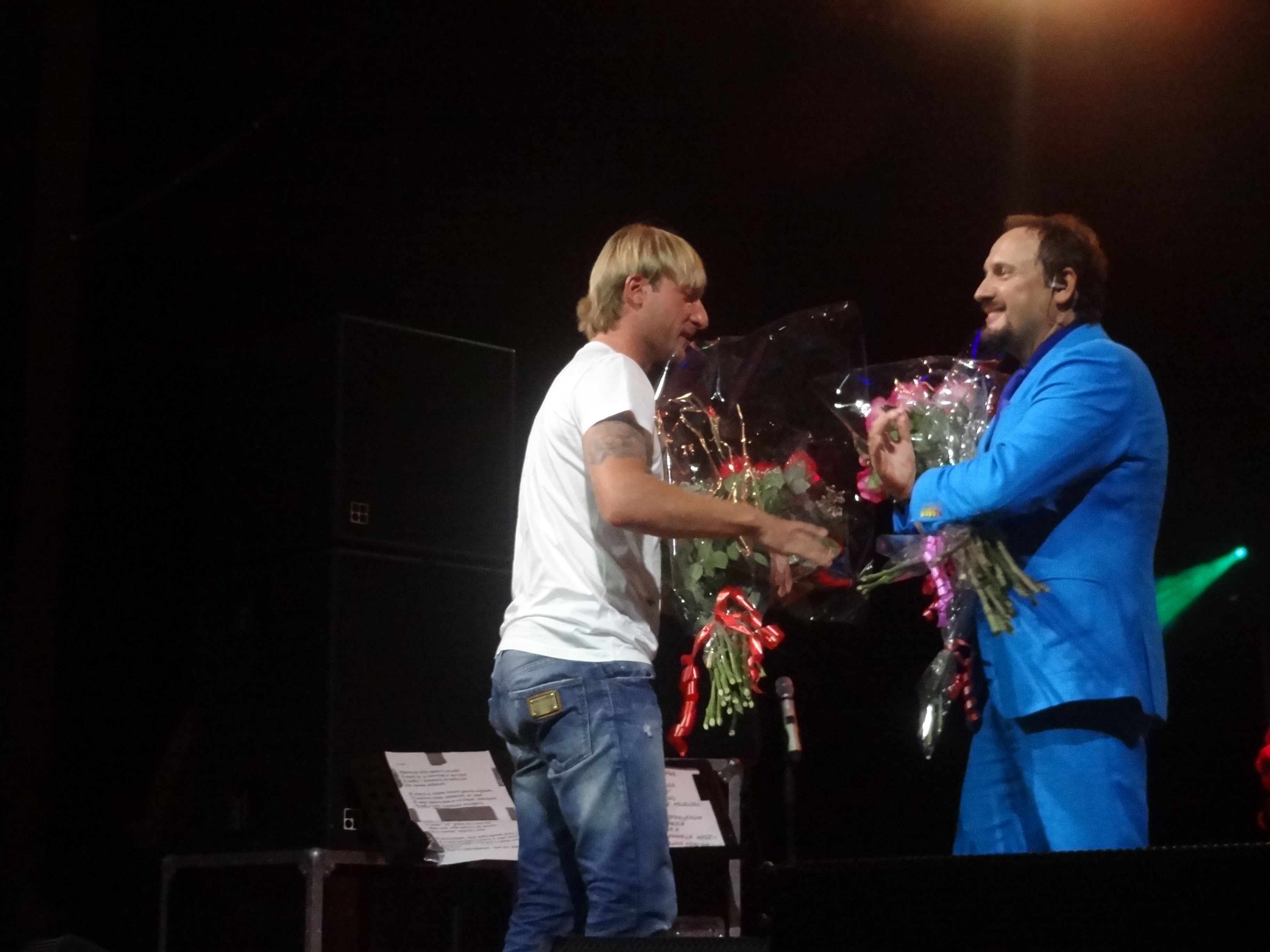
Evgheni Pliușcenko la un concert al lui Stas Mihailov (Soci, 2014).

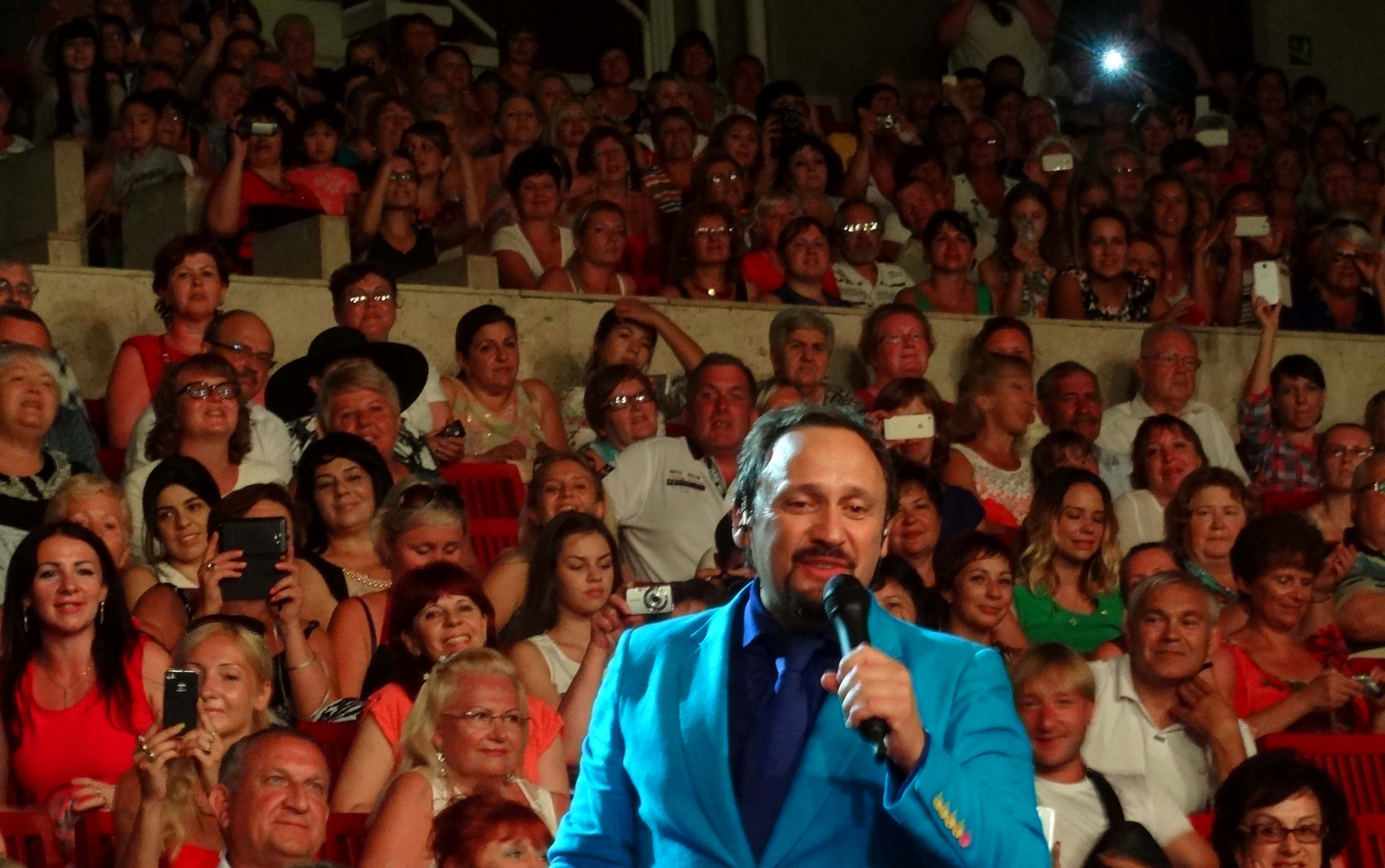
Stas Mihailov la un concert

Stanislav Vladimirovici Mihailov (în rusă Станислав Владимирович Михайлов; n. 27 aprilie 1969, Soci, Rusia), cunoscut mai mult ca Stas Mihailov (în rusă Стас Михайлов) este un cântăreț și compozitor rus, Artist emerit al Federației Ruse (2010); laureat al premiului Gramofonul de aur. Este cunoscut mai ales pentru șlagărele Vseo dlea tebea (Всё для тебя; în trad.: Totul pentru tine) și Nu vot i vseo (Ну вот и всё). Este considerat a fi un sex simbol al showbiz-ului rusesc.
În anii 2011 și 2012, revista Forbes l-a inclus pe primul loc în topul celebrităților din Rusia, el surclasând-o chiar de la prima apariție în top pe tenismana Maria Șarapova - lidera din precedentele 6 ediții.
În 2012 Mihailov s-a clasat pe primul loc în topul căutărilor în motorul de căutare Yandex.

## Discografie

### Albume
- Свеча (Lumânarea) (1997)
- Посвящение (Dedicație) (2002)
- Позывные на любовь (2004)
- К тебе иду (Vin la tine) (2005)
- Берега мечты (Malurile visului) (2006)
- Небеса (Ceruri) (2007)
- Жизнь-река (Viață-fluviu) (2008)
- Живой (Viu) (2010)
- Только ты (Doar tu) (2011)
- Джокер (Joker) (2013)
- 1000 Шагов (1000 de pași) (2014)

### Albume compilații
- Все для тебя (Totul pentru tine) (2007)
- Нежданная любовь (Dragoste neașteptată) (2008)
- Лучшие песни на бис (Cele mai bune piese la bis) (2010)

### Albume în concert
- 2011 — «Только ты… Кремль Live»
- 2012 — «Я открою своё сердце»

### Videclipuri
| An   | Cântec                      |
| ---- | --------------------------- |
| 1997 | Тёмные глаза                |
| 2004 | Половинка                   |
| 2006 | Берега мечты                |
| 2007 | Ты                          |
| 2008 | Странник                    |
| 2009 | Между небом и землёй        |
| 2010 | Отпусти (cu Taisia Povalii) |
| 2011 | Женщина ВАМП                |
| 2011 | Спаси меня                  |
| 2013 | Джокер                      |
| 2013 | Спящая красавица (cu Zara)  |
| 2013 | Озноб души                  |
| 2015 | Понимаю, ты устала          |